# Euphausia distinguenda
Euphausia distinguenda is een krillsoort uit de familie van de Euphausiidae. De wetenschappelijke naam van de soort is voor het eerst geldig gepubliceerd in 1908 door Hansen.